# Ballota nigra
Il marrubio selvatico o cimiciotta comune (Ballota nigra L., 1753) è una pianta erbacea perenne appartenente alla famiglia Lamiaceae. È originaria della regione mediterranea e dell'Asia centrale, e può essere trovata in Europa. Inoltre è naturalizzata in Argentina, Nuova Zelanda, e gli Stati Uniti occidentali. Fiorisce nell'emisfero settentrionale da maggio ad agosto.

## Etimologia
Il nome Ballota viene dal greco ballo (rifiutare), poiché a causa del forte odore della pianta, questa era rifiutata dal bestiame. L'epiteto specifico nigra potrebbe derivare dal colore nero che assumono le foglie essiccate.

## Descrizione
È una pianta che può crescere fino a 40 – 130 cm, riconoscibile per il suo odore sgradevole e intenso, un po' come sudore stantio. Ha una radice a fittone e fusti eretti erbacei, legnosi e ramificati in basso. Il fusto è coperto di peli ripiegati verso il basso.
Le foglie sono opposte e decussate, con forma che va da ovale-lanceolata a cuoriforme, con un bordo crenato o dentato. Le foglie, di colore verde scuro e generalmente pubescenti, misurano 3-8 per 2–6 cm, con un picciolo di 1–3 cm. La faccia superiore è rugosa, con venature disposte a rete.
I fiori sono organizzati in verticillastri, di forma da subsferica a circa unilaterale, di 15-30 fiori ciascuno. Ogni verticillastro consiste in realtà in due cime all'ascella di foglie normali.
Il fiore ha un calice attinomorfo (lungo 9–10 mm e largo 7 mm), composto da cinque sepali fusi in un tubo con cinque denti, e una corolla bilabiata di 12–13 mm, di un colore che va dal rosa al viola pallido al biancastro. La corolla consiste in un tubo di circa 6 mm e due labbra, il superiore leggermente convesso (a forma di cappuccio) e peloso superiormente, l'inferiore glabro, con due lobi laterali minori e un lobo centrale bifido. Il fiore ha quattro stami didinami, paralleli e aderenti al labbro superiore della corolla, con filamenti glabri e antere gialle. L'ovario è supero e ha un unico stilo terminante in uno stimma bifido.
Al di sotto del calice si trovano cinque brattee filiformi, lunghe 8 mm.
Ogni fiore fecondato produce un tetrachenio, composto da quattro semi, neri a maturità, di forma cilindrica o ovoide, lunghi 2 mm, parzialmente o completamente nascosti dal calice. L'estremità basale è attaccata al ricettacolo, mentre l'estremità superiore è arrotondata o appuntita.
Tra le sostanze prodotte dalla pianta ci sono diterpenoidi come marrubiina, ballonigrina, ballotinone, ballotenolo e 7-acetossimarrubiina. Contiene inoltre fenilpropanoidi che hanno mostrato un effetto antiossidante.

## Distribuzione e habitat
Ballota nigra è presente in tutta Italia; è una pianta nitrofila e cresce in ruderi, incolti e siepi, fino a 1300 m di quota. Preferisce suoli calcarei e di tessitura sciolta, sopporta temperature non inferiori a -5°/-10 °C.

## Tassonomia
La pianta è stata descritta nel maggio 1753 da Linneo in Species Plantarum.
Sottospecie riconosciute
1. Ballota nigra sottospecie anatolica P.H.Davis - Iran, Turchia
2. Ballota nigra sottospecie anomala Greuter - Grecia
3. Ballota nigra sottospecie foetida (Vis.) Hayek - Europa centrale e meridionale; naturalizzata in Svezia, Ucraina, Cipro, Turchia, Argentina
4. Ballota nigra sottospecie kurdica P.H.Davis - Iran, Iraq, Turchia
5. Ballota nigra sottospecie. nigra - Europa meridionale, Gran Bretagna, Svezia, Caucaso, Iran, Turchia; naturalizzata in Belgio, Nuova Zelanda, Argentina
6. Ballota nigra sottospecie ruderalis (Sw.) Briq. - Mediterranean region; Canary Islands, Madeira, Azores
7. Ballota nigra  sottospecie sericea (Vandas) Patzak - Albania, Macedonia, Grecia
8. Ballota nigra sottospecie velutina (Posp.) Patzak - Slovenia, Croazia; naturalizzata in Argentina

## Usi
È una pianta da giardino che ha proprietà medicinali, agisce come un sedativo. La pianta è un antiemetico: è efficace contro la nausea e il vomito soprattutto quando dipendono dal sistema nervoso, come nel caso della cinetosi o della nausea mattutina, ma anche in caso di dispepsia. Questa pianta è anche un espettorante, vermifugo, un normalizzatore mestruale e un rimedio per la gotta e l'artrite. Inoltre è un astringente per la pelle. La pianta, raccolta durante la fioritura, viene utilizzata in seguito ad essiccazione. Dalle piante fresche può essere ricavato uno sciroppo.